# Centrum Dostępności Uniwersytetu Jagiellońskiego
Centrum Dostępności Uniwersytetu Jagiellońskiego (CD UJ) – jednostka uczelni odpowiedzialna za koordynację działań wspierających studentów i doktorantów z niepełnosprawnościami oraz z trudnościami zdrowotnymi w procesie dydaktycznym i dostępie do badań naukowych. Misją CD UJ jest wyrównywanie szans edukacyjnych osób z niepełnosprawnościami oraz poszerzanie dostępności uczelni dla osób ze szczególnymi potrzebami. W realizacji tego celu, CD UJ współpracuje z osobami niepełnosprawnymi, rozpoznając ich potrzeby edukacyjne, a także z nauczycielami akademickimi, którzy znają specyfikę prowadzonych przez siebie zajęć oraz wymogi merytoryczne z nimi związane. W wyniku takiego współdziałania, także z wykorzystaniem najnowszych technologii wspierających, powstają indywidualne strategie edukacyjne wychodzące naprzeciw potrzebom osób z niepełnosprawnościami, które są wdrażane w procesie studiowania lub prowadzeniu badań naukowych.

## Historia
Centrum Dostępności UJ to jedna z największych i najdłużej działających jednostek wsparcia edukacyjnego w Polsce. Pod nazwą Dział ds. Osób Niepełnosprawnych UJ funkcjonowała w latach 2013 - 2023, wcześniej działała jako Biuro ds. Osób Niepełnosprawnych Uniwersytetu Jagiellońskiego. Początek systemowych działań na rzecz edukacji włączającej w UJ datuje się na rok 1999, gdy ówczesny rektor UJ prof. Aleksander Koj powołał Ireneusza Białka na stanowisko Pełnomocnika ds. Osób Niepełnosprawnych, obecnie dyrektora Centrum Dostępności Uniwersytetu Jagiellońskiego.
Pierwsze programy wsparcia edukacyjnego zostały stworzone przez Ireneusza Białka i Małgorzatę Perdeus-Białek, a większość z nich opierała się na bliskiej współpracy z duńskim Centrum Wsparcia i Doradztwa na uniwersytecie w Aarhus pod kierownictwem filozofa i psychoterapeuty prof. Willy’ego Aastrupa.
Po wejściu Polski do Unii Europejskiej, wsparcie edukacyjne dla osób z niepełnosprawnościami w UJ dynamicznie się rozwijało m.in. dzięki projektom realizowanym z funduszy programów Leonardo da Vinci i Lifelong Learning. W ten sposób powstały programy wsparcia dla osób z niepełnosprawnościami oraz trudnościami w uczeniu się DARe-Learning, jak również z problemami psychicznymi „Konstelacja Lwa”. Wykorzystano w nich doświadczenia uczelni skandynawskich i brytyjskich. Duży wkład w ich realizację miały Magdalena Ziemnicka, obecnie zastępczyni dyrektora CD ds. studenckich oraz Katarzyna Duraj-Per, obecnie zastępczyni dyrektora CD ds. administracyjnych i procesów dostępności. Współpraca z Willym Aastrupem trwała aż do śmierci profesora w roku 2019.

### Współpraca międzynarodowa – projekty DARE
CD UJ zrealizowało trzy edycje projektów DARE (Disability Awareness – a New Challenge for Employees).
- Projekt DARE (2007-2009), w którym wypracowane zostały szkolenia dla nauczycieli akademickich w obszarze budowania świadomości niepełnosprawności. Szkolenia te powstały w czterech wersjach językowych, a partnerami projektu byli: Uniwersytet w Padwie (Włochy), Firma Learning Difference Ltd (Wielka Brytania), Organizacja Fepamic (Hiszpania), Organizacja Euroinform (Bułgaria).

- Projekt DARE 2 (2009-2011), w którym dołączyli: Uniwersytet Islandzki z Reykiaviku oraz Stowarzyszenie na rzecz kształcenia dorosłych z Cypru.

- Projekt DARe-Learning (2011-2013) – w ramach którego zostały wypracowane szkolenia e-learningowe przeznaczone dla nauczycieli akademickich, chcących doskonalić swoje kompetencje zawodowe w zakresie kształcenia studentów niepełnosprawnych. Ich celem było przekazanie uczestnikom wiedzy na temat niepełnosprawności i jego wpływu na funkcjonowanie osoby niepełnosprawnej w obrębie uczelni. Kursy e-learningowe stanowiły uzupełnienie warsztatów grupowych, które miały za zadanie budować świadomość niepełnosprawności. Partnerami projektu byli: Uniwersytet Piotra i Marie Curie w Paryżu (Francja), Uniwersytet Karola w Pradze (Czechy), Uniwersytet Arystotelesa w Salonikach (Grecja).

### Program „Konstelacja Lwa”
Program „Konstelacja Lwa” zrealizowany w latach 2010–2012 przeznaczony był dla studentów z trudnościami natury psychicznej, prowadzącymi do osłabienia zdolności studiowania, oraz problemami adaptacyjnymi. Projekt ten był finansowany ze środków Unii Europejskiej w Programie Operacyjnym Kapitał Ludzki. Wypracowane w jego ramach wsparcie dla osób doświadczających kryzysów psychicznych stało się standardowym działaniem wielu uczelni, a szeroka dyskusja środowiska akademickiego na ten temat zaowocowała powstaniem różnorodnych programów nakierowanych na poprawę dobrostanu studentów, doktorantów i pracowników w całej Polsce.

### Wydarzenie „Dotknij Kultury”
W latach 2012–2019 odbywały się cykliczne wydarzenia organizowane przez CD UJ we współpracy z Muzeum UJ Collegium Maius mające na celu promocję kultury dostępnej dla wszystkich, bez względu na wiek, niepełnosprawność, pochodzenie czy poglądy. Była to seria różnorodnych wykładów, prelekcji, warsztatów zaadaptowanych do potrzeb osób z niepełnosprawnościami. Stałym punktem programu każdej edycji wydarzenia były kameralne koncerty znanych artystów jazzowych odbywające się na dziedzińcu Collegium Maius. W 2012 r. wystąpił zespół „Piwnica św. Norberta”, w 2013 r. wystąpili Tomasz Stańko, Dominik Wania, w 2014 – kabaret Loch Camelot (w Auli Collegium Maius), w 2015 – Kuba Stankiewicz z zespołem, w 2016 – Lora Szafran z zespołem, w 2017 r. – Aga Zaryan, Michał Tokaj, 2018 – Stanisław Soyka z zespołem, w 2019 – Aga Zaryan, Kuba Stankiewicz, Grzegorz Dowgiałlo. W ramach przedsięwzięcia powstało wiele adaptacji przestrzennych i graficznych do słynnych eksponatów muzealnych z zasobów Muzeum UJ. Adaptacje te zostały opracowane z myślą o osobach z niepełnosprawnością wzroku. Do wielu adaptacji opracowano dźwiękowe audiodeskrypcje.

## Działalność
W swojej codziennej działalności CD UJ kieruje się zapisami Konwencji ONZ o prawach osób z niepełnosprawnościami, w szczególności art. 24 o dostępie do edukacji, jak również Ustawą z dnia 4 kwietnia 2019 r. o dostępności cyfrowej oraz Ustawą z dnia 19 lipca 2019 r. o zapewnieniu dostępności osobom ze szczególnymi potrzebami.

### Oferta dla studentów i doktorantów i słuchaczy studiów podyplomowych
Do kontaktu z Centrum zachęcani są studenci, doktoranci oraz słuchacze studiów podyplomowych Uniwersytetu Jagiellońskiego, którzy chcieliby:
- porozmawiać o wpływie swojej sytuacji zdrowotnej na proces studiowania w warunkach zapewniających dyskrecję;

- zidentyfikować trudności w wypełnianiu obowiązków akademickich wynikające ze stanu zdrowia;

- ustalić z doradcą edukacyjnym zakres racjonalnych dostosowań studiów;
- ubiegać się o dostosowanie sposobu organizacji i właściwej realizacji procesu dydaktycznego (w tym warunków odbywania studiów) do indywidualnych potrzeb;
- wraz z doradcą CD UJ podjąć współpracę z wykładowcami i/lub innymi pracownikami uczelni w celu uwzględnienia przez nich indywidualnych potrzeb wynikających z kondycji zdrowotnej;
- dowiedzieć się, jakie rozwiązania technologiczne mogłyby pomóc im w studiowaniu lub prowadzeniu badań naukowych;
- uzyskać informacje o rodzajach wsparcia dla osób z niepełnosprawnościami na UJ oraz dodatkowych aktywnościach CD UJ skierowanych do nich[13].

### Program „Hamlet”
Program Centrum Dostępności UJ „Hamlet” powstał w celu opracowywania i bezpłatnego przekazywania materiałów dydaktycznych w wersji elektronicznej studentom, którym niepełnosprawność utrudnia lub uniemożliwia czytanie standardowego tekstu. Nazwa programu pochodzi od pierwszej książki jaka została opracowana elektronicznie dla niewidomej studentki Uniwersytetu Jagiellońskiego w 2005 r. Od tego czasu program funkcjonuje nieprzerwanie, a z roku na rok korzysta z niego coraz więcej studentów. Każdy student z niepełnosprawnością wzroku lub inną niepełnosprawnością utrudniającą lub uniemożliwiającą czytanie standardowego czarnodruku, który zgłosi potrzebę adaptowania materiałów dydaktycznych oraz zaakceptuje warunki oraz regulamin programu „Hamlet” staje się uczestnikiem programu.

### 7 zasad wsparcia edukacyjnego
CD UJ w swojej działalności kieruje się siedmioma zasadami wsparcia edukacyjnego. Zasady te zostały opracowane przez Małgorzatę Perdeus-Białek, trenerkę CD UJ oraz Dagmarę Nowak-Adamczyk (obecnie Dagmarę Sendur) wraz z zespołem doradczyń edukacyjnych CD UJ i opublikowane po raz pierwszy w wydawnictwie projektu DARe-Learning „Wiadomości o Równości”. Zasady zostały przyjęte i upowszechnione przez Konferencję Rektorów Akademickich Szkół Polskich jako wzorzec oferty wsparcia edukacyjnego kierowanej do studentów z niepełnosprawnościami dla innych uczelni, wdrażających ideę edukacji włączającej. Zasady te są omówione szczegółowo w broszurze "Odpowiedzialne wsparcie a zrównoważony rozwój". 

### Współpraca z innymi uczelniami

#### Porozumienie krakowskie
CD UJ należy do ośmiu krakowskich uczelni tworzących „Porozumienie” działające na rzecz edukacji włączającej, do którego Uniwersytet Jagielloński przystąpił 27 października 2010 r. W ramach „Porozumienia” uczelnie takie jak: Uniwersytet Jagielloński w Krakowie, Akademia Górniczo-Hutnicza w Krakowie, Uniwersytet Ekonomiczny w Krakowie, Uniwersytet Pedagogiczny, Uniwersytet Jana Pawła II w Krakowie, Politechnika Krakowska, Uniwersytet Rolniczy, Krakowska Akademia cyklicznie od wielu lat organizują Krakowskie Dni Integracji. Do współpracy z uczelniami w 2019 roku włączył się także Urząd Miasta Krakowa.
Ideą Krakowskich Dni Integracji jest promocja aktywnego działania na rzecz dostępu osób niepełnosprawnych do wykształcenia, upowszechnianie dobrych praktyk w tym zakresie oraz angażowanie osób niepełnosprawnych we wszystkie obszary życia akademickiego, w tym sport, kulturę i sztukę.

#### Komisja ds. Wyrównywania Szans Edukacyjnych przy KRASP
CD UJ (wówczas jako DON UJ) zainicjowało powstanie Komisji ds. Wyrównywania Szans Edukacyjnych przy Konferencji Rektorów Akademickich Szkół Polskich, od początku aktywnie angażując się w jej prace. Komisja została powołana uchwałą Prezydium KRASP 2 czerwca 2016 r. i stanowi reprezentację środowiska przedstawicieli jednostek wsparcia edukacyjnego w uczelniach polskich. Celem działania Komisji jest monitorowanie rozwiązań systemowych związanych z dostępnością szkolnictwa wyższego, inicjowanie projektów i różnorodnych aktywności prowadzących do upowszechniania i umacniania standardów dostępności oraz wsparcia edukacyjnego, bieżące dyskutowanie zagadnień istotnych dla środowiska i prowadzenie rozmów oraz konsultacji z Ministerstwem Nauki i Szkolnictwa Wyższego. Pierwszą przewodniczącą Komisji była prof. dr hab. Janina Filek z Uniwersytetu Ekonomicznego w Krakowie. Obecnie w kadencji 2021-2024 przewodniczącą Komisji jest Anna Rutz, Pełnomocniczka Rektora Uniwersytetu im. Adama Mickiewicza w Poznaniu ds. Osób z Niepełnosprawnościami. Członkiem Komisji z ramienia CD UJ jest Ireneusz Białek, dyrektor CD UJ.

### Publikacje CD UJ
CD UJ od 2010 r. prowadzi działalność wydawniczą, której rezultatem są liczne publikacje poszerzające wiedzę w obszarze nowoczesnego rozumienia niepełnosprawności. Do wydawnictw CD UJ należą:
- Biuletyny BON UJ (2010-2011) – seria czterech numerów biuletynów zawierająca interesujące artykuły na tematy związane ze społecznym modelem niepełnosprawności, w tym m.in. wskazówki dydaktyczne dla nauczycieli akademickich, doświadczenia zachodnich partnerów w pracy z osobami niepełnosprawnymi, cenna wiedza o nowoczesnych technologiach wspierających edukację, a także rozmowy z ciekawymi ludźmi koncentrujące się wokół tematyki odpowiedzialności społecznej. Seria ukazała się dzięki wsparciu finansowemu Komisji Europejskiej w ramach programu „Uczenie się przez całe życie”. Wszystkie numery biuletynów zostały opublikowane także w języku angielskim[20].

- „Moja wędrówka. Refleksje studentów i wykładowców UJ o chorobie psychicznej i studiowaniu” (2010) – książka obala stereotypy i łamie dotychczasowe schematy myślenia związane z osobami chorującymi. Osobiste doświadczenia i żywe emocje, dramaty, a czasem optymistyczne zakończenia – to duża wartość tej publikacji. Opowieści te pokazują, jak kształtować nowoczesną i tolerancyjną uczelnię XXI wieku. Publikacja została współfinansowana ze środków Unii Europejskiej w ramach Europejskiego Funduszu Społecznego. CD UJ (jako DON UJ) wydało w 2011 r. również tę publikację w tłumaczeniu na język angielski pod tytułem „My Journey”[21].

- „Dotknij kultury” (2012) – przewodnik po zabytkach Collegium Maius „Dotknij kultury” autorstwa Róży Książek-Czerwińskiej powstał w dwóch wersjach: dla osób niewidomych i słabowidzących. Publikacja dla osób niewidomych jest wzbogacona atrakcyjnymi grafikami wypukłymi, które wraz z opisami eksponatów przygotowanymi przez historyczkę sztuki, uwzględniają percepcję osób z niepełnosprawnością wzroku. Natomiast przewodnik dla osób słabowidzących oprócz tego, że został wydrukowany w znacznie powiększonej czcionce, zawiera duże, kolorowe zdjęcia opisywanych zabytków[22].

- „Jak efektywnie studiować matematykę na UJ?” (2012) – broszura opracowana przez ówczesny Dział ds. Osób Niepełnosprawnych UJ we współpracy z Instytutem Matematyki UJ, zawierająca wskazówki dotyczące zasad wsparcia edukacyjnego dla studentów niepełnosprawnych[23].

- „Wiadomości o Równości” (2012/2013) – seria czterech publikacji dotyczących równego traktowania osób z niepełnosprawnościami w świetle Konwencji ONZ o prawach osób niepełnosprawnych. Każdy z numerów pisma poświęcony został odrębnemu tematowi przewodniemu. Pierwszy z nich omawia zagadnienia związane z dostępnością kultury dla osób z niepełnosprawnością, drugi porusza tematy dotyczące dostępności stron internetowych i materiałów dydaktycznych dla osób niepełnosprawnych. W trzecim numerze znajdują się artykuły głównie poświęcone jakości kształcenia w kontekście niepełnosprawności. W czwartym numerze opublikowano artykuły obrazujące współpracę pomiędzy nauczycielami akademickimi a ówczesnym Działem ds. Osób Niepełnosprawnych UJ w przygotowaniu adaptacji procesu kształcenia. Seria wydawnictw ukazała się przy wsparciu Komisji Europejskiej w ramach programu „Uczenie się przez całe życie”.

- „Równe traktowanie na Uniwersytecie Jagiellońskim” (2013) – broszura opracowana przez ówczesny Dział ds. Osób Niepełnosprawnych UJ będąca przewodnikiem po zasadach udzielania wsparcia edukacyjnego dla osób niepełnosprawnych[24].

- „Wsparcie edukacyjne na Uniwersytecie Jagiellońskim” (2017) – zaktualizowany przewodnik dla studentów i doktorantów[25].

- „Odpowiedzialne wsparcie a zrównoważony rozwój” (I wydanie – 2017, II wydanie – 2020) – przewodnik o siedmiu zasadach wsparcia edukacyjnego będących filarami edukacji włączającej w szkolnictwie wyższym. Publikacja ta jest istotnym źródłem wiedzy dla wszystkich zainteresowanych edukacją włączającą, zwłaszcza wdrażaną w szkolnictwie wyższym w zgodzie z przepisami prawa oraz zapisami Konwencji ONZ o prawach osób niepełnosprawnych. Wydawnictwo to w szczególny sposób polecamy pracownikom jednostek specjalistycznych takich jak biura ds. osób niepełnosprawnych, ale także działom nauczania i nauczycielom akademickim, których współpraca jest niezbędna dla prawidłowego przebiegu procesu dydaktycznego osób z niepełnosprawnościami[26].

- „Adaptowanie publikacji naukowych do potrzeb osób z niepełnosprawnością wzroku. Przewodnik” (2019) – przewodnik powstał z myślą o nauczycielach akademickich, aby mogli w sposób dostępny przygotowywać materiały do zajęć dla wszystkich studentów, uwzględniając potrzeby osób z niepełnosprawnością wzroku. Przedstawiono w nim wskazówki, jak sprawić, aby teksty, prezentacje, grafiki, mapy, wykresy, diagramy, a także filmy były w pełni zrozumiałe dla studentów niewidomych i słabowidzących. Broszura stanowi również materiał szkoleniowy dla współpracujących z CD UJ asystentów, skanujących i adaptujących materiały dydaktyczne przeznaczone dla osób z niepełnosprawnością wzroku. Wydawnictwo powstało w wyniku współpracy z Biblioteką Jagiellońską i w ramach projektu „Repozytorium otwartego dostępu do dorobku naukowego i dydaktycznego UJ”[27].
- "Bilet dostępu. Praktyczne porady o organizacji dostępnych wydarzeń na Uniwersytecie Jagiellońskim" (2022) - przewodnik o organizacji dostępnych wydarzeń w Uniwersytecie Jagiellońskim, zawierający praktyczne wskazówki, jak zapewnić dostępność różnych przedsięwzięć dla osób ze szczególnymi potrzebami, w myśl Konwencji ONZ o prawach osób niepełnosprawnych[28].